# Joel Porter
Joel Porter (Adelaide, 25 dicembre 1978) è un allenatore di calcio ed ex calciatore australiano, di ruolo attaccante.